# Lóriði
|  | Dieser Artikel oder Abschnitt wurde wegen inhaltlicher Mängel auf der Qualitätssicherungsseite des Projekts Germanen eingetragen. Dies geschieht, um die Qualität der Artikel aus diesem Themengebiet auf ein akzeptables Niveau zu bringen. Bitte hilf mit, die Mängel dieses Artikels zu beseitigen, und beteilige dich an der Diskussion! |

Lóriði (auch Lorride) wird im Prolog der Snorra-Edda als Sohn des Thor und der Sif erwähnt. Dort wird er als Urahn Odins dargestellt. In der Lieder-Edda wird Lóriði bzw. Hlorridi als Beiname Thors verwandt.